# Horst Gabriel (Chorschaffender)
Horst Gabriel (* 9. November 1922 in Breslau; † 7. Dezember 2007 Weiden in der Oberpfalz) war ein deutscher Musik- und Heimatpfleger, der sich insbesondere im Bereich des Laienchorwesens verdient machte.

## Wirken
Gabriel sammelte erste Erfahrungen mit dem Ensemblegesang während seiner Schulzeit im Chor des Gymnasiums in Breslau. Im Zweiten Weltkrieg wurde er zum Kriegsdienst herangezogen und geriet in Kriegsgefangenschaft. 1946 kam er nach Rothenstadt in der Oberpfalz, das 1978 nach Weiden i. d. OPf. eingemeindet wurde. Hier war er bis zu seiner Pensionierung im Jahr 1985 hauptberuflich als Bundesbahnbeamter tätig. Er war Mitglied in der Eisenbahnergewerkschaft Transnet.
Gabriel widmete sich nebenbei und nach seiner Zurruhesetzung intensiv der regionalen Musik- und Heimatpflege. So sang er ab 1946 in verschiedenen Chören, unter anderem im Weidener Kammerchor, den Karl Heinz Malzer gegründet hatte, und in der Sängervereinigung Weiden, wo er auch als Vorstandsmitglied und Veranstaltungsorganisator tätig war. Ab 1981 war er 1. Vorsitzender der 1980 gegründeten Arbeitsgemeinschaft Oberpfälzer Chöre, zu der sich mehrere (Kreis-)Verbände des Chorwesens in der Oberpfalz zusammenschlossen und dem rund 100 Chöre und Ensembles angehören, sowie Vorsitzender des Sängerkreises Nord-Oberpfalz (SK Nord-Oberpfalz) im Fränkischen Sängerbund (FSB). Zudem saß er im Gesamtausschuss (GA) des FSB. Ab 1984 war er Vizepräsident des Oberpfälzer Kulturbundes (OKB).

## Schriften
- Laienchorgesang in der Oberpfalz. In: Festschrift zum 28. Nordgautag, 1990, S. 132–134 (pdf).

## Ehrungen
- 1987: Bundesverdienstkreuz am Bande für sein Engagement in der Arbeitsgemeinschaft der 154 Oberpfälzer Chöre und seinen Einsatz als Vizepräsident des Oberpfälzer Kulturbundes[7]
- 1990: Nordgaupreis des Oberpfälzer Kulturbundes in der Kategorie „Heimatpflege“ für seine Verdienste besonders im Bereich des Laienchorwesens in der Oberpfalz
- 1993: Ehrenvorsitz des Sängerkreises Nord-Oberpfalz
- Ehrenmitgliedschaft des Fränkischen Sängerbundes
- 2001: Ehrennadel in Silber des Heimatrings Weiden i. d. OPf.[8]